# Nuestra Señora de La Vang
Nuestra Señora de La Vang (en vietnamita: Đức Mẹ La Vang) se refiere a una aparición mariana ocurrida en una época en la que los católicos eran perseguidos y asesinados en Vietnam. La Basílica de Nuestra Señora de La Vang está situada en lo que hoy es la comuna de Hải Phú en el distrito de Hải Lăng de la provincia de Quảng Trị en el centro de Vietnam.

## Historia
Por temor a la expansión del catolicismo, el emperador Cảnh Thịnh restringió la práctica del catolicismo en el país en 1798. Poco después, el emperador emitió un edicto anticatólico y se desató la persecución.
Mucha gente buscó refugio en la selva de La Vang, en la provincia de Quảng Trị, Vietnam, y muchos enfermaron gravemente. Mientras se escondían en la selva, la comunidad se reunía todas las noches al pie de un árbol para rezar el rosario. Una noche, una aparición los sorprendió. En las ramas del árbol apareció una mujer, vestida con el tradicional vestido vietnamita áo dài y sosteniendo a un niño en sus brazos, con dos ángeles a su lado. Las personas presentes interpretaron la visión como la Virgen María y el niño Jesucristo. Dijeron que Nuestra Señora los consoló y les dijo que hirvieran hojas de los árboles para obtener una medicina que curara la enfermedad. La leyenda dice que el término "La Vang" era un derivado de la palabra vietnamita que significa "gritar". Otra hipótesis es que La Vang es una distorsión del topónimo Lá Vằng, lá significa hoja y vằng significa Jasminum nervosum, una especie de árbol cuyas hojas se utilizan para hacer tisana; según una antigua práctica, a veces se nombraba un lugar en honor a una especie local de planta o animal.
En 1802, los católicos regresaron a sus pueblos y transmitieron la historia de la aparición en La Vang y su mensaje. A medida que se difundía la historia de la aparición, muchos acudían a rezar en este lugar y a ofrecer incienso. En 1820, se construyó una capilla.
De 1830 a 1885, otra ola de persecuciones diezmó a la población católica, durante cuyo apogeo se destruyó la capilla en honor a Nuestra Señora de La Vang. En 1886, comenzó la construcción de una nueva capilla. Tras su finalización, el obispo Gaspar (Loc) consagró la capilla en honor a Nuestra Señora Auxiliadora en 1901.
El 8 de diciembre de 1954, la estatua de Nuestra Señora de La Vang fue trasladada desde Tri Bun al santuario sagrado. La Conferencia Episcopal de Vietnam eligió la iglesia de Nuestra Señora de La Vang como Santuario Nacional en honor a la Inmaculada Concepción. La Vang se convirtió en el Centro Mariano Nacional de Vietnam el 13 de abril de 1961. El Papa Juan XXIII elevó la Iglesia de Nuestra Señora de La Vang al rango de basílica menor el 22 de agosto de 1961. Fue destruida nuevamente durante la Guerra de Vietnam en 1972.
Aunque no hay un reconocimiento oficial del Vaticano de este evento como una aparición mariana, el 19 de junio de 1998, el Papa Juan Pablo II reconoció públicamente la importancia de Nuestra Señora de La Vang y expresó su deseo de reconstruir la Basílica de La Vang en conmemoración del bicentenario de la primera visión. En 2012, la nueva basílica se construyó oficialmente con el respaldo del gobierno vietnamita.
En Filipinas, existe la Iglesia de Nuestra Señora de La Vang en Viet Ville, Barangay Santa Lourdes en la ciudad de Puerto Princesa en Palawan. Nuestra Señora de La Vang es la patrona de Puerto Princesa y patrona de Palawan. Se la conoce como Inang Lala (Mamá Lala). En mayo de 2022, el arzobispo Joseph Nguyễn Chí Linh anunció la dedicación y consagración de la nueva basílica durante el congreso de La Vang de 2023, que tendrá lugar del 14 al 15 de agosto.